# أراليز (أسطورة)

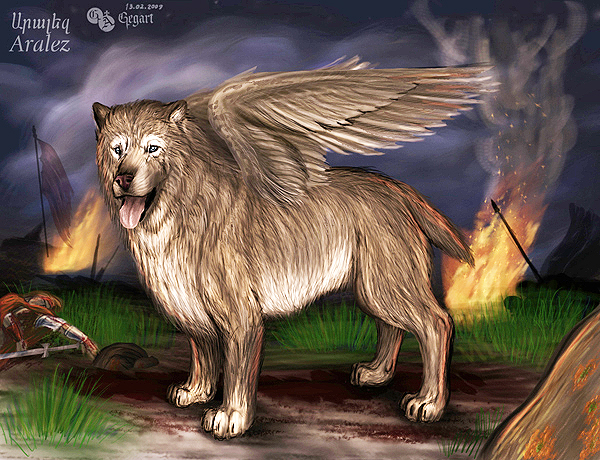
وصف فني لأراليز

أراليز (أيضًا أرالزنر بصيغة الجمع ؛ باللغة الأرمنية: Արալեզ ) وهي مخلوقات أو أرواح شبيهة بالكلاب حسب المعتقدات الثقافية الأرمنية أو حسب الأساطير الأرمينية، حيث تعيش هذه المخلوقات في السماء، أو على جبل أرارات وفقًا لتخيُّلات أخرى . مُدحت هذه المخلوقات إلى جانب البطل الأسطوري آرا الجميل وسميراميس في أرمينيا القديمة. واعتقد الأرمن أن الأراليز نزلوا من السماء ليلعقوا جروح الأبطال القتلى حتى يتمكنوا من استعادة حياتهم أو لإنقاذهم.
ووفقًا للمؤرخين الأرمن، عندما مات موشي ماميكونيان، قام أقاربه بوضع جثته على برج، على أمل أن تلعقه الأراليز وينقذونه. وحدث حدثاً مماثل قبل ذلك، عندما قامت وحوش الأراليز بلعق آرا الجميل وإحيائه. فعلى الرغم من أن التاريخ الأرمني يُكذّب الحدث الأخير أو لربما يكون فيه نوعًا من الكذب، لكن شاميرام (سميراميس) «عاشقة آرا الجميلة» تخبر شعب آرا أن جثته وُضعت على الجبال، حيث ستحييه الأراليز. لكنها اختارت رجلاً يشبه آرا، وألبسته مثله تماماً، وكذبت على الناس بقولها أن أرا ما زال على قيد الحياة.